# Vjekoslav Luburić
Vjekoslav Luburić (Humac, 6 marzo 1914 – Carcaixent, 20 aprile 1969) è stato un militare croato, ufficiale ustascia noto per essere stato a capo del sistema di campi di concentramento dello Stato Indipendente di Croazia (in croato: Nezavisna Država Hrvatska, NDH) durante gran parte della seconda guerra mondiale. Luburić supervisionò personalmente l'attuazione dei genocidi nei confronti di serbi, ebrei e rom nel territorio della NDH.
Luburić aderì al movimento ustascia guidato da Ante Pavelić nel 1931, lasciò la Jugoslavia l'anno successivo per trasferirsi in Ungheria. Dopo l'invasione della Jugoslavia da parte dell'Asse e la conseguente istituzione della NDH con Pavelić a capo, Luburić fece ritorno nei Balcani. Alla fine di giugno del 1941, fu inviato nella regione della Lika, dove supervisionò una serie di massacri perpetrati contro la popolazione serba, eventi che servirono come casus belli per la rivolta di Srb. Fu nominato capo dell'Ufficio III del dipartimento del Servizio di sorveglianza ustascia incaricato di supervisionare la vasta rete di campi di concentramento della NDH. Il principale campo era situato a Jasenovac, dove, nel corso della guerra, furono uccise circa 100 000 persone. Alla fine del 1942, Luburić fu nominato comandante del 9° reggimento di fanteria della Guardia Nazionale Croata, ma fu privato del comando per aver ucciso uno dei suoi subordinati. Sotto la pressione delle autorità tedesche, fu messo agli arresti domiciliari, pur mantenendo il controllo de facto sui campi ustascia. Nell'agosto 1944, ebbe un ruolo di primo piano nello sventare il complotto Lorković-Vokić, che mirava a rovesciare Pavelić e a sostituirlo con un governo filo-alleato. Nel febbraio 1945, Pavelić inviò Luburić a Sarajevo: nei due mesi successivi supervisionò la tortura e l'uccisione di centinaia di oppositori comunisti, sia identificati che sospetti. Luburić tornò a Zagabria all'inizio di aprile e fu promosso al grado di generale.
La NDH crollò nel maggio 1945 e il suo territorio fu reintegrato nella Jugoslavia. Luburić rimase in patria per condurre delle azioni di guerriglia contro i comunisti, in questo frangente rimase gravemente ferito. Nel 1949 emigrò in Spagna rimanendo attivo nei circoli degli emigrati ustascia. Nel 1955, Luburić ruppe i suoi legami con Pavelić a causa dell'appoggio manifestato da quest'ultimo a una futura divisione della Bosnia-Erzegovina tra una Grande Croazia e una Grande Serbia; in risposta, diede vita a un'organizzazione nazionalista croata rivale nota come Resistenza Nazionale Croata. Il dissenso tra i due fu tale che, alla morte di Pavelić nel 1959, a Luburić fu vietato di partecipare al suo funerale. Nell'aprile del 1969, Luburić fu trovato ucciso, vittima presumibilmente della polizia segreta jugoslava o di rivali all'interno della comunità croata emigrata.

## Biografia
Nacque il 6 marzo 1914 in una famiglia croata originaria dell'Erzegovina nel villaggio di Humac, vicino a Ljubuški. Fu il terzo figlio di Ljubomir Luburić, impiegato in banca, e di Marija Soldo, casalinga. Gli altri figli della coppia furono, Dragutin, Mira e Olga. Luburić fu un cattolico romano devoto e praticante. Nel dicembre 1918, il padre fu colpito da un agente di polizia mentre contrabbandava tabacco e morì dissanguato. La storica Cathie Carmichael scrive che, in seguito alla morte del padre, Luburić arrivò a «detestare e risentire dei serbi e della monarchia serba». Poco tempo dopo, sua sorella Olga si suicidò gettandosi nel fiume Trebižat dopo che la madre le aveva proibito di sposare un uomo di fede musulmana. Dopo la morte del marito e della sorella, la madre trovò lavoro in una fabbrica di tabacco per sostenere economicamente i figli rimasti. Si risposò con Jozo Tambić, dal quale ebbe altri tre figli: Zora, Nada e Tomislav.
Completò gli studi a Ljubuški prima di trasferirsi a Mostar per frequentare la scuola secondaria, qui entrò in contatto con i giovani nazionalisti croati. Divenne sempre più aggressivo nei confronti di insegnanti e compagni e spesso marinava la scuola. Il primo contatto di Luburić con le forze dell'ordine avvenne il 7 settembre 1929, quando fu arrestato per vagabondaggio e condannato a due giorni di reclusione da un tribunale di Mostar. Durante l'ultimo anno di scuola, Luburić abbandonò il liceo per lavorare presso la borsa pubblica di Mostar. Nel 1931 aderì agli Ustascia, il movimento fascista e ultranazionalista croato impegnato nella creazione della Grande Croazia. Nello stesso anno fu arrestato per appropriazione indebita di fondi appartenenti alla borsa.
Il 5 dicembre Luburić fu condannato nuovamente a cinque mesi di reclusione per appropriazione indebita. Poco dopo evase dalla prigione e si diresse fino al confine tra Albania e Jugoslavia prima di essere nuovamente catturato. Una volta rilasciato, Luburić si trasferì nella Croazia settentrionale e poi a Subotica, da dove attraversò clandestinamente il confine tra Ungheria e Jugoslavia. Dapprima incontrò la comunità croata emigrata a Budapest e decise di trasferirsi in un campo di addestramento ustascia chiamato Janka-Puszta. Situato vicino alla frontiera jugoslava, Janka-Puszta era uno dei numerosi campi di addestramento ustascia stabiliti in Ungheria e in Italia, i cui governi simpatizzavano con la causa ustascia e nutrivano aspirazioni territoriali in Jugoslavia. Il campo ospitava diverse centinaia di emigrati croati, per lo più operai di ritorno dall'Europa occidentale e dal Nord America. Le reclute prestavano giuramento di fedeltà al leader Ante Pavelić, partecipavano alle esercitazioni militari e preparavano il materiale di propaganda anti-serba. Fu a Janka-Puszta che Luburić si guadagnò il soprannome di Maks, che avrebbe usato per il resto della sua vita.
Nell'ottobre 1934, il re Alessandro I di Jugoslavia fu assassinato a Marsiglia durante una visita diplomatica, in un complotto congiunto tra l'Organizzazione Rivoluzionaria Interna Macedone e gli ustascia stessi. In seguito all'attentato, la maggior parte degli ustascia residenti in Ungheria furono espulsi dal governo del Paese, ad eccezione di pochi individui, tra cui lo stesso Luburić. Per un breve periodo, Luburić risiedette a Nagykanizsa, dove, dopo una breve relazione sentimentale, ebbe un figlio da una donna del luogo.

## Seconda guerra mondiale

### Nascita dello Stato Indipendente di Croazia (NDH)

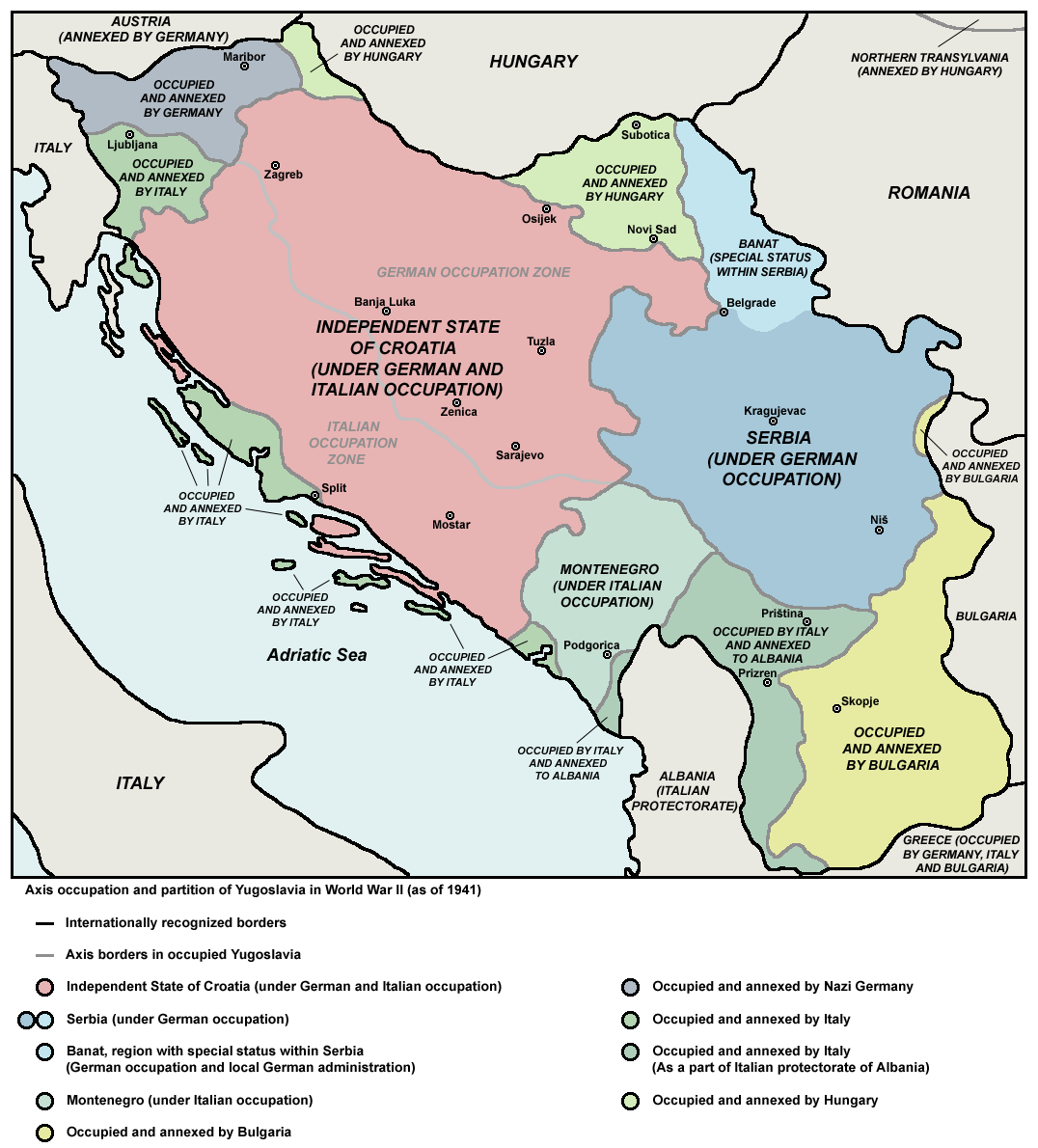
Mappa del Regno di Jugoslavia, 1941–1943

In seguito all'Anschluss del 1938 tra Germania e Austria, la Jugoslavia si trovò a confinare con il Terzo Reich sul suo confine nord-occidentale e subì una crescente pressione politica a causa dell'allineamento dei suoi vicini con le potenze dell'Asse. Nell'aprile del 1939, l'Italia aprì una seconda frontiera con la Jugoslavia quando invase la vicina Albania. Dopo lo scoppio della guerra, il governo jugoslavo dichiarò la propria neutralità. Tra il settembre e il novembre del 1940, l'Ungheria e la Romania aderirono al Patto Tripartito, schierandosi con l'Asse, e l'Italia invase la Grecia. La Jugoslavia si trovò così quasi completamente circondata dalle potenze dell'Asse e dai loro stati satellite, e la sua posizione neutrale nei confronti della guerra divenne progressivamente più precaria. Alla fine di febbraio del 1941, anche la Bulgaria aderì al Patto Tripartito. Il giorno seguente, le truppe tedesche entrarono in Bulgaria dalla Romania, completando l'accerchiamento della Jugoslavia. Intendendo assicurare il suo fianco meridionale per l'imminente attacco all'Unione Sovietica, il dittatore tedesco Adolf Hitler iniziò a esercitare forti pressioni sulla Jugoslavia affinché si unisse alle potenze dell'Asse. Il 25 marzo 1941, il governo jugoslavo aderì al Patto. Due giorni dopo, un gruppo di ufficiali nazionalisti serbi e filo-occidentali della Regia aeronautica jugoslava depose il reggente del Paese, il principe Paolo, attraverso un colpo di Stato incruento, insediando sul trono il nipote adolescente Pietro II e portando al potere un "governo di unità nazionale" guidato dal generale Dušan Simović. Il colpo di Stato fece infuriare Hitler, che ordinò immediatamente l'invasione della Jugoslavia, iniziata il 6 aprile 1941.
Il 10 aprile, fu annunciata via radio la nascita dello Stato Indipendente di Croazia da Slavko Kvaternik, un ex ufficiale dell'esercito austro-ungarico che era rimasto in contatto con i nazionalisti croati all'estero. Pavelić arrivò a Zagabria il 15 aprile e si proclamò leader (in croato: Poglavnik) della neonata NDH, dopo aver assicurato ai tedeschi la fedeltà della NDH alla causa dell'Asse. Disincantata da oltre vent'anni di egemonia serba, la maggioranza della popolazione croata accolse con entusiasmo la creazione della NDH. L'invasione della Jugoslavia da parte dell'Asse trasformò gli Ustascia da una piccola organizzazione nazionalista croata a un movimento popolare. Inizialmente i tedeschi volevano insediare il leader del Partito Contadino Croato Vladko Maček a capo dello Stato fantoccio croato, ma Maček rifiutò, adducendo le sue convinzioni democratiche e la sua ferma convinzione che le potenze dell'Asse non avrebbero vinto la guerra.
La NDH fu suddivisa in aree di influenza tedesche e italiane: l'area di influenza italiana fu ulteriormente divisa in tre zone operative. La zona I comprendeva l'area costiera e insulare intorno alle città di Zara, Sebenico, Traù e Spalato, annessa direttamente dall'Italia; la Zona II fu assegnata alla NDH e comprendeva gran parte della Dalmazia e dell'entroterra dalmata; la Zona III, anch'essa assegnata alla NDH, si estendeva fino alla Bosnia occidentale e centrale, a una porzione della Bosnia orientale e a tutta l'Erzegovina.
Il 17 aprile gli ustascia approvarono la Disposizione Legale per la Difesa del Popolo e dello Stato, una legge che legittimava l'istituzione dei campi di concentramento e la fucilazione di massa di ostaggi in tutta la NDH. La questione ebraica rappresentava inizialmente una preoccupazione secondaria per gli ustascia. Il loro obiettivo principale era quello di liberare la NDH dai suoi 1,9 milioni di serbi, circa il 30% della popolazione totale del nascente Stato fantoccio. Gli alti funzionari ustascia dichiararono apertamente l'intenzione di uccidere un terzo dei serbi residenti nella NDH, espellerne un altro terzo e convertirne un terzo al cattolicesimo romano. Le rivendicazioni del movimento ustascia si concentravano sulle ingiustizie inflitte ai croati nella Jugoslavia dominata dai serbi durante il periodo tra le due guerre mondiali. A tal fine, i funzionari ustascia sfruttarono l'uccisione di cinque deputati croati nel giugno 1928, l'omicidio dell'antropologo e storico nazionalista croato Milan Šufflay nel 1931, la soppressione della rivolta del Velebit nel 1932, l'omicidio del vicepresidente del Partito Contadino Croato Josip Predavec nel 1933 e l'arresto di decine di altre figure politiche croate.

### Operazioni iniziali di pulizia

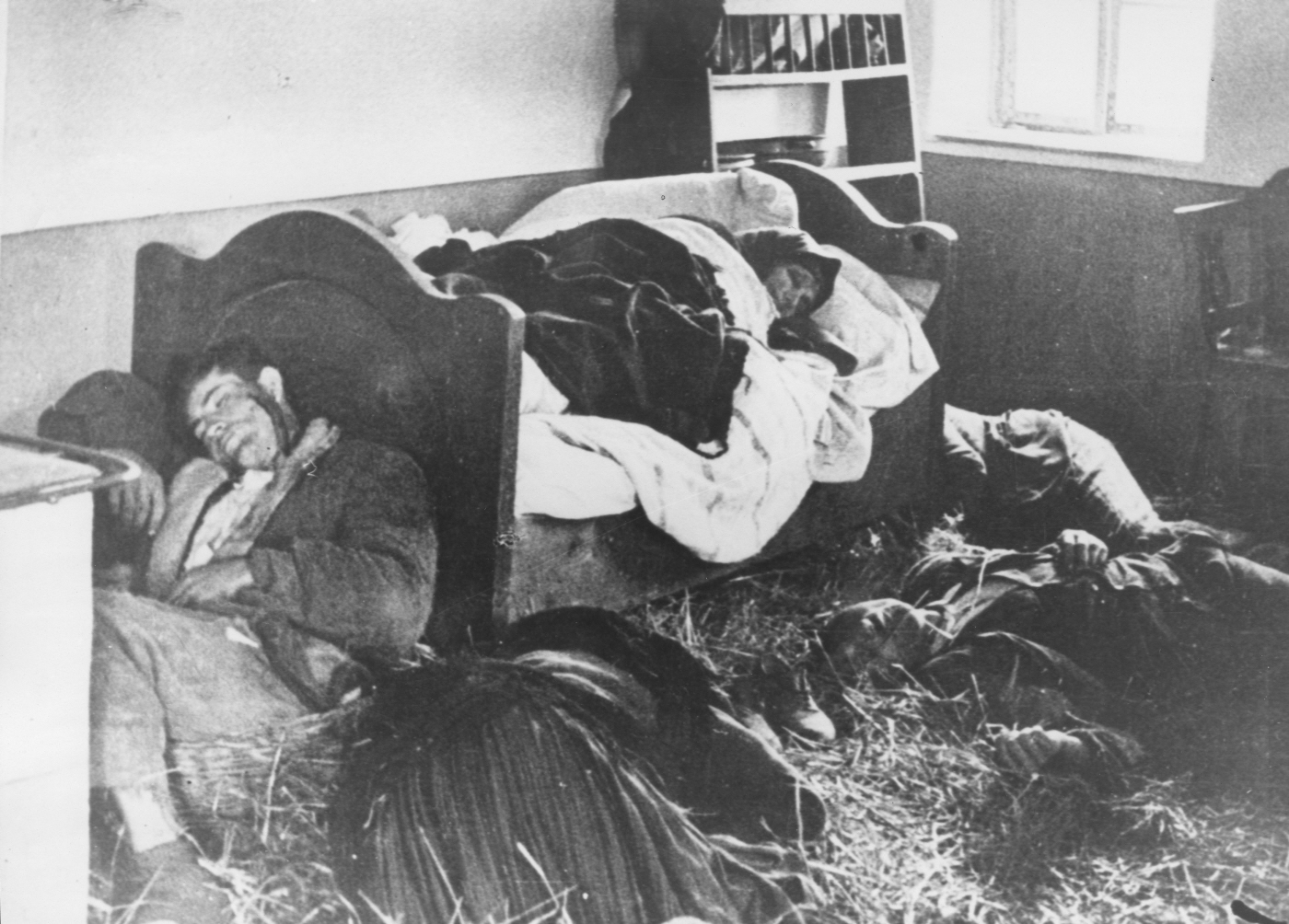
Una famiglia serba uccisa in casa dagli ustascia nel 1941

All'inizio di aprile del 1941, Luburić aveva attraversato illegalmente il confine jugoslavo vicino alla città di Gola. A metà aprile arrivò a Zagabria e fu nominato aiutante di Vjekoslav Servatzy presso l'Ufficio economico del Quartier generale principale degli ustascia (in croato: Glavni ustaški stan, GUS), l'organo di governo del movimento ustascia. Il 6 maggio Luburić fu inviato nel villaggio di Veljun, vicino a Slunj, per guidare il rastrellamento di 400 serbi del villaggio come rappresaglia per l'uccisione di una famiglia croata avvenuta la sera prima nella vicina Blagaj. Sebbene l'identità dei colpevoli rimanesse sconosciuta, gli ustascia annunciarono che i responsabili erano i serbi di Veljun e decisero che gli abitanti maschi del villaggio dovessero essere puniti collettivamente. Luburić disponeva di cinquanta uomini in totale, molti dei quali ustascia di lunga data che avevano vissuto in esilio in Italia negli anni '30. La sera del 9 maggio, i maschi serbi di Veljun furono condotti a Blagaj e uccisi con coltelli e oggetti contundenti nel cortile di una scuola elementare locale. Gli omicidi durarono tutta la notte. La mattina seguente, Luburić fu visto uscire dalla scuola coperto di sangue e lavarsi presso un pozzo d'acqua.
Alla fine di giugno, alcuni ufficiali ustascia che attraversavano i villaggi di Gornja Suvaja e Donja Suvaja riferirono di essere stati oggetto di colpi d'arma da fuoco, inducendo le autorità regionali a ordinare un'azione di "pulizia" contro i villaggi. La mattina del 1° luglio, Luburić guidò un gruppo di ustascia nei due villaggi. Lo storico Max Bergholz scrive che all'operazione parteciparono circa 300 ustascia. Secondo il giornalista sopravvissuto all'Olocausto Slavko Goldstein, Luburić aveva a disposizione circa 150 membri delle forze ausiliarie ustascia, oltre a 250 membri della Guardia Nazionale Croata. Molti degli abitanti maschi di Gornja Suvaja e Donja Suvaja erano già fuggiti prima dell'arrivo degli ustascia; le donne rimasero indietro e furono sottoposte a stupri e mutilazioni sessuali. Il massacro durò circa due ore; gli ustascia utilizzarono principalmente coltelli e bastoni per uccidere le loro vittime. Furono uccisi almeno 173 abitanti del villaggio, soprattutto donne, bambini e anziani.
Il 2 luglio, un gruppo di 130-150 ustascia attaccarono il vicino villaggio di Osredci. La maggior parte degli abitanti era fuggita in previsione di un massacro, avendo sentito parlare di quanto accaduto a Gornja Suvaja e Donja Suvaja il giorno precedente. Nei due giorni successivi, gli ustascia massacrarono una trentina di abitanti del villaggio, per lo più anziani e malati impossibilitati a fuggire. Contemporaneamente, Luburić e i suoi seguaci massacrarono gli abitanti del vicino villaggio di Bubanj. Secondo i loro stessi documenti interni, gli ustascia uccisero 152 civili serbi a Bubanj e incendiarono venti abitazioni. In alcune famiglie non sopravvisse alcun membro. Le testimonianze dei sopravvissuti suggeriscono un numero di vittime fu di circa 270 persone. Il 3 luglio, una delle unità di Luburić arrestò 53 abitanti del villaggio di Nebljusi, tra cui dieci bambini di età inferiore ai 12 anni, che furono trasportati nel vicino villaggio di Boričevac. Gli abitanti di Nebljusi furono trattenuti all'interno della caserma del paese fino a sera, insieme ad altri dodici maschi adulti arrestati in precedenza. Quella sera, a gruppi di otto, furono condotti presso una dolina carsica e uccisi, solo due persone riuscirono a sopravvivere. Alla fine di luglio, gli ustascia avevano ucciso almeno 1 800 serbi nella regione.
Le atrocità commesse dagli ustascia contro la popolazione serba presente nella NDH spinsero migliaia di serbi a unirsi ai partigiani di Tito e ai cetnici di Draža Mihailović. I massacri nella regione della Lika, in particolare, costituirono il casus belli per la rivolta di Srb, iniziata il 27 luglio. La rivolta portò alle occupazioni militari italiane delle zone II e III. Luburić e i suoi superiori avevano erroneamente calcolato che le brutali uccisioni dei civili inermi avrebbero sedato ogni resistenza embrionale al loro piano per la creazione di una «zona etnicamente pura», ha osservato Goldstein, «Le loro azioni... provocarono l'effetto completamente opposto» A metà luglio 1941, Luburić fu incaricato di catturare decine di detenuti fuggiti dal campo di concentramento di Kerestinec. Quasi tutti i fuggitivi furono catturati o uccisi, e anche diversi ustascia persero la vita.

### Servizio di sorveglianza ustascia, Ufficio III

#### Jasenovac, I–III

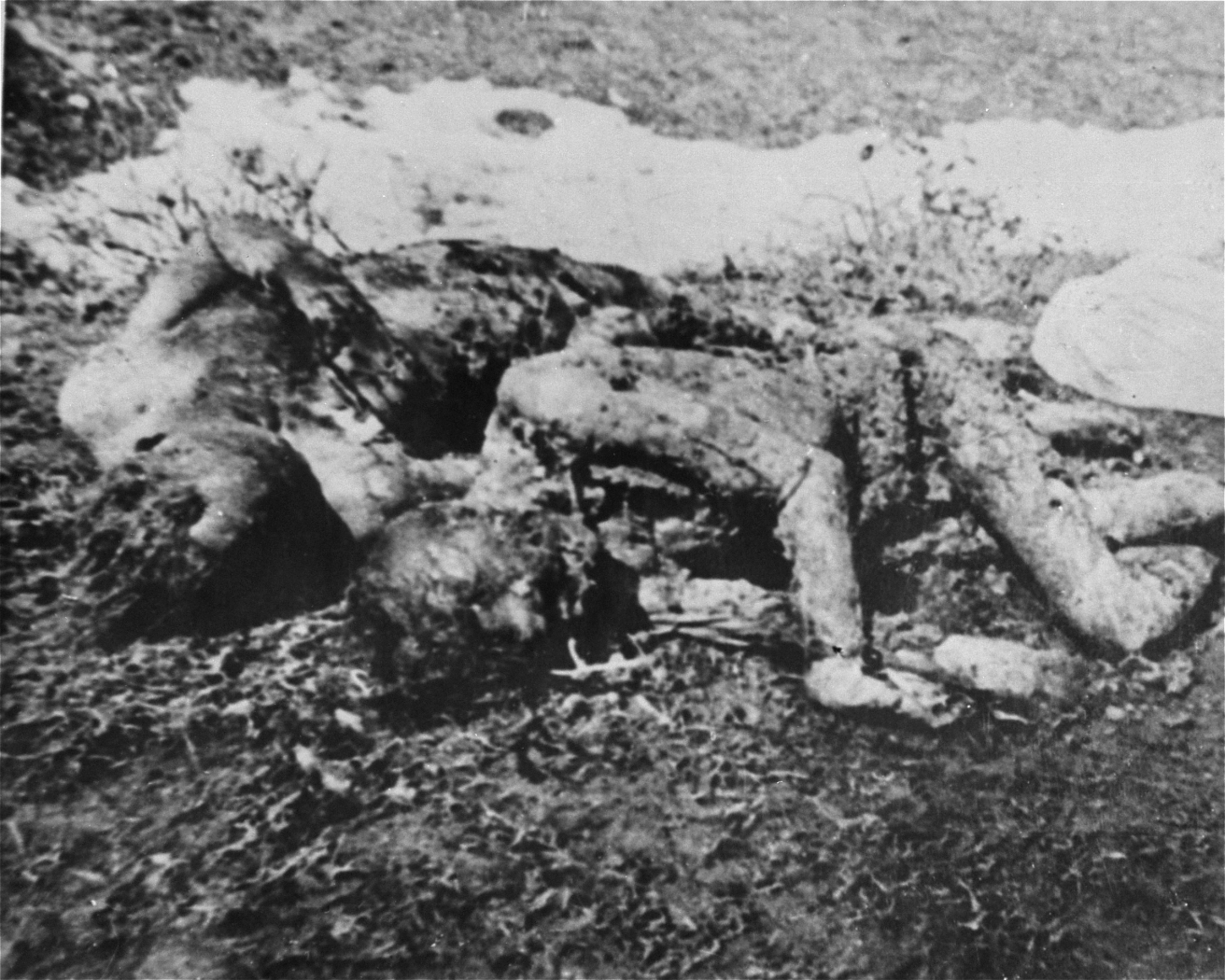
I cadaveri in decomposizione di una coppia di vittime a Jasenovac.

Il sistema di sicurezza della NDH era strutturato in due agenzie distinte: la Direzione per la sicurezza e l'ordine pubblico (in croato: Ravnateljstvo za javni red i sigurnost, RAVSIGUR) e il Servizio di sorveglianza ustascia (in croato: Ustaška nadzorna služba, UNS). Sia il RAVSIGUR che l'UNS erano guidati da Dido Kvaternik, figlio di Slavko. Il RAVSIGUR fu istituito il 4 maggio 1941, mentre l'UNS fu istituito nell'agosto 1941. Quest'ultimo era articolato in tre uffici: Ufficio I, Ufficio III e Ufficio IV. L'Ufficio III, noto anche come Difesa Ustascia, aveva il compito di amministrare i circa 30 campi di concentramento della NDH, dislocati sul territorio controllato da NDH. Dall'aprile all'agosto 1941, il RAVSIGUR fu responsabile dell'amministrazione dei campi. Per gran parte della guerra, la direzione dell'Ufficio III fu affidata a Luburić. Secondo Siegfried Kasche, ambasciatore tedesco presso la NDH, Luburić aveva previsto la creazione di una rete di campi di concentramento durante il suo periodo di esilio.
Nel maggio 1941, Kvaternik ordinò la costruzione di due centri di detenzione nei villaggi di Krapje (Jasenovac I) e Bročice (Jasenovac II), i primi due sottocampi di quello che sarebbe diventato il campo di concentramento principale di Jasenovac. Krapje e Bročice furono aperti il 23 agosto. Lo stesso giorno, di fronte all'occupazione militare italiana della Zona II, l'Ufficio III ordinò lo scioglimento di tutti i campi di concentramento situati nelle zone costiere. Nei primi mesi di operatività del sistema dei campi di Jasenovac, Luburić ordinò raramente le esecuzioni di massa senza il consenso dei suoi superiori. Ante Moškov, un importante funzionario ustascia, osservò: «Era più affezionato al Poglavnik di quanto lo fossero persino sua madre e i suoi fratelli, e la sua lealtà e obbedienza erano il senso della sua vita». La lealtà e la dedizione di Luburić alla fine furono ripagate e, con il progredire del conflitto, divenne un membro fidato della cerchia ristretta di Pavelić.
Alla fine di settembre del 1941, il governo della NDH inviò Luburić nel Terzo Reich per studiare i metodi tedeschi di creazione e gestione dei campi di concentramento. La visita di Luburić ai campi durò dieci giorni. I successivi campi ustascia furono modellati sugli esempi di Oranienburg e Sachsenhausen. Il sistema di campi di Jasenovac era situato in un'area fortemente popolata dai serbi. Su ordine di Luburić, tra settembre e ottobre 1941, tutti i villaggi serbi nelle vicinanze dei due sottocampi furono rasi al suolo, i loro abitanti radunati e deportati a Krapje e Bročice. Tra il 14 e il 16 novembre 1941, Krapje e Bročice vennero liquidati. I prigionieri abili furono costretti a costruire un terzo sottocampo, Jasenovac III, noto come la Fornace (in croato: Ciglana). I prigionieri malati e infermi furono uccisi o lasciati morire nei campi evacuati. Dei 3 000-4 000 prigionieri detenuti a Krapje e Bročice, al momento del loro scioglimento, solo 1 500 sopravvissero per vedere la Fornace completata.

#### Jasenovac, IV–V

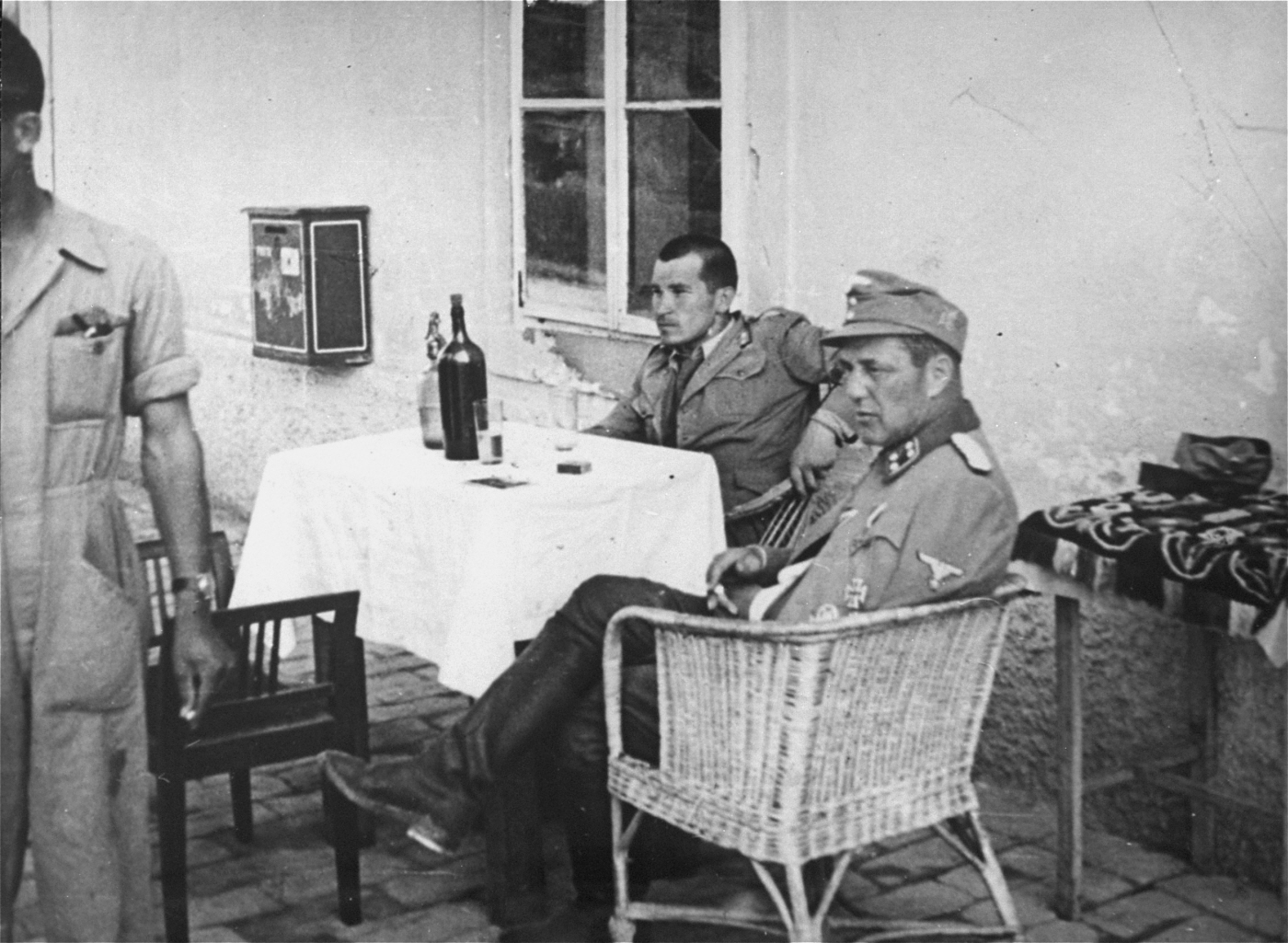
Luburić seduto con un ufficiale tedesco a Stara Gradiška, giugno 1942

Forte delle informazioni raccolte in Germania, Luburić fu in grado di organizzare il sottocampo della Fornace in maniera più efficiente di quanto non fosse stato fatto a Krapje e Bročice. Nel gennaio 1942, l'Ufficio III ordinò l'istituzione di Jasenovac IV, un sottocampo dedicato alla produzione di pellame, che divenne noto come la Conceria (in croato: Kožara). Un quinto e ultimo sottocampo, Jasenovac V, fu istituito nello stesso periodo. Conosciuto come campo di Stara Gradiška, dal nome del villaggio in cui si trovava, era sorvegliato da guardie sia maschili che femminili. Tra queste figuravano le sorellastre di Luburić, Nada e Zora: la prima partecipò ampiamente a torture ed esecuzioni avvenute a Stara Gradiška. In seguito sposò Dinko Šakić. Durante il conflitto, Šakić fu il vice comandante di Stara Gradiška, e successivamente di comandante della Fornace. Luburić reclutò anche suo cugino Ljubo Miloš, il quale prestò servizio come comandante del servizio di manodopera presso la Fornace. Come Luburić, che aveva poco più di vent'anni quando fu nominato capo dell'Ufficio III, la maggior parte degli ustascia incaricati dell'amministrazione del sistema dei campi di Jasenovac erano molto giovani: Šakić aveva 20 anni nel 1941 e Miloš 22.
Il sistema di campi di Jasenovac era sorvegliato da oltre 1 500 ustascia. La Fornace, la Conceria e Stara Gradiška potevano contenere 7 000 detenuti in tutto, sebbene il numero di detenuti non superasse mai le 4 000 unità. Luburić visitava il sistema di campi di Jasenovac due o tre volte al mese. Durante le visite, insisteva per uccidere personalmente almeno un detenuto, si divertiva a prendere in giro i prigionieri sulla data e sul metodo della loro esecuzione. «Si divertiva a mettere il suo revolver contro le teste dei prigionieri», scrive il biografo di Tito Jasper Godwin Ridley. «A volte premeva il grilletto, a volte no» La crudeltà di Luburić si estendeva anche agli altri campi ustascia. In un'occasione, inviò deliberatamente centinaia di detenuti ammalati di tifo da Stara Gradiška a Đakovo, in modo da accelerare la diffusione della malattia tra i prigionieri. «Luburić creò un'atmosfera tale», ricordò Miloš, «che ogni ustascia si sentiva effettivamente chiamato a uccidere un prigioniero, credendo che sarebbe stato un atto di patriottismo». Dopo aver sperimentato senza successo i gaswagen, Luburić ordinò di costruire una camera a gas a Stara Gradiška, che impiegava una combinazione di anidride solforosa e Zyklon B. La camera a gas risultò mal costruita e questo metodo di uccisione fu abbandonato dopo tre mesi. Nel corso del conflitto, a differenza dei campi tedeschi, la maggior parte dei detenuti fu uccisa con armi bianche o oggetti contundenti.
All'inizio del 1942, le condizioni a Jasenovac migliorarono in vista della visita di una delegazione della Croce Rossa. I detenuti più sani, a cui furono forniti nuovi letti e lenzuola, ebbero la possibilità di parlare con la delegazione, mentre i prigionieri malati ed emaciati furono uccisi. Dopo la partenza della delegazione, le condizioni del campo tornarono allo stato precedente. Ogni volta che le famiglie dei detenuti di Jasenovac chiedevano informazioni sui loro familiari, Luburić manteneva un atteggiamento ambiguo. Quando un funzionario ebreo croato di nome Dragutin Rosenberg cercò di persuaderlo a permettere la consegna di cibo e vestiti a Jasenovac, nome per nome, Luburić acconsentì solo a consegne in blocco, per non rivelare quali detenuti fossero ancora in vita o già deceduti. Luburić si dimostrò anche inflessibile alle tangenti, come dimostra il caso di Julius Schmidlin, un rappresentante della Croce Rossa che tentò di corromperlo per ottenere un trattamento più umano dei detenuti di Jasenovac, ma fu respinto con rabbia. Inoltre, Luburić non tollerava la cattiva gestione dei beni confiscati ai detenuti del campo, come esemplificato dalla sua risposta al cosiddetto Affare dell'oro, in cui le guardie del campo furono sorprese mentre tentavano di contrabbandare i gioielli sottratti fuori dal campo. Luburić ordinò che i responsabili fossero giustiziati e tra questi figurava anche il fratello del vice di Luburić, Ivica Matković, che fu picchiato a morte.

### Operazione Kozara

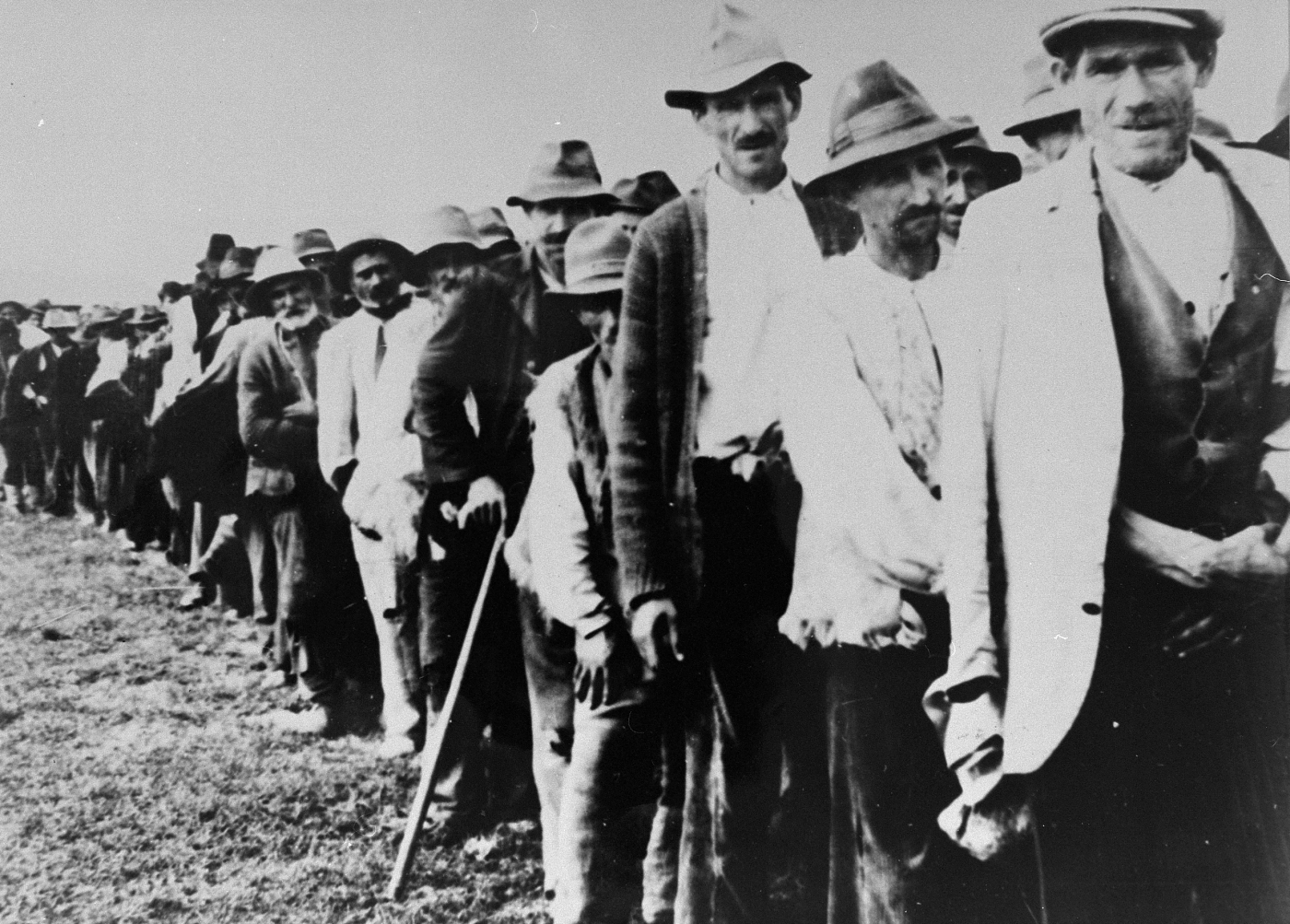
La deportazione di serbi e rom da Kozara

Il 21 dicembre 1941, le unità ustascia sotto il comando di Luburić, Rukavina e Moškov marciarono verso Prkosi, nei pressi di Bosanski Petrovac. Luburić dichiarò: «Dobbiamo uccidere tutti, a Prkos [sic] e in tutti i loro villaggi, fino all'ultimo uomo, anche i bambini» Gli ustascia procedettero a radunare più di 400 civili serbi, soprattutto donne, bambini e anziani, che poco dopo furono condotti in una foresta vicina e uccisi.
Il 14 gennaio 1942, Luburić guidò un gruppo di ustascia nel villaggio di Draksenić, nella Bosnia settentrionale, e ordinò di uccidere gli abitanti. Nel massacro che ne seguì persero la vita più di 200 abitanti del villaggio, in prevalenza donne, bambini e anziani. A metà del 1942, l'Ufficio statale per l'intelligence e la propaganda (in croato: Državni izvještajni i promičbeni ured, DIPU) lanciò un severo avvertimento a tutti i giornali della NDH, vietando loro di riferire notizie su Luburić, sull'Ufficio III e sui cosiddetti "centri di raccolta" della NDH. Nonostante l'avvertimento del DIPU, Luburić fu presentato in un cortometraggio di propaganda del 1942 intitolato Straža na Drini (in tedesco Wacht an der Drina).
Nel giugno 1942, la Wehrmacht, la Guardia Nazionale e la Milizia ustascia lanciarono l'offensiva di Kozara, con l'obiettivo di sradicare le formazioni partigiane attive intorno al monte Kozara, nella Bosnia nord-occidentale, che minacciavano l'accesso tedesco alla linea ferroviaria Belgrado-Zagabria. Sebbene i partigiani subirono una sconfitta umiliante, la popolazione civile della zona subì le conseguenze più gravi dell'offensiva. Tra il 10 giugno e il 30 luglio 1942, 60 000 civili residenti nelle vicinanze del Monte Kozara, per lo più serbi, furono rastrellati e deportati nei campi di concentramento. «Kozara fu ripulita fino all'ultimo uomo», scrisse il generale plenipotenziario della Wehrmacht Edmund Glaise von Horstenau, «e allo stesso modo, fino all'ultima donna e all'ultimo bambino».
Dopo lo spopolamento di Kozara, Luburić ideò la creazione di una "tassa" annuale, in base alla quale i ragazzi serbi sarebbero stati tolti alle loro famiglie, indottrinati a rinunciare alla loro identità nazionale serba e integrati nelle fila degli ustascia. Alla fine del 1942, "adottò" 450 ragazzi sfollati durante i precedenti combattimenti intorno al monte Kozara. Vestiti con uniformi nere, Luburić chiamò i ragazzi "piccoli giannizzeri", alludendo al sistema devscirme praticato dall'Impero ottomano, attraverso il quale decine di migliaia di ragazzi furono strappati alle famiglie cristiane in tutta la regione dei Balcani e arruolati nell'esercito ottomano. Ogni mattina, i "giannizzeri" di Luburić erano costretti a partecipare alle esercitazioni militari e recitare il Padre nostro. L'esperimento fallì e la maggior parte dei ragazzi si rifiutò di aderire alla milizia. La maggior parte di essi morì in seguito per malnutrizione, dissenteria e altre malattie. Centinaia di altri bambini rapiti dagli ustascia in seguito all'offensiva di Kozara furono salvati da un gruppo di volontari della Croce Rossa di Zagabria, guidati da Diana Budisavljević. Nel suo diario, Budisavljević riportò un incontro avuto con Luburić a Stara Gradiška, durante il quale quest'ultimo rimproverava lei e i suoi collaboratori di "preoccuparsi solo dei bambini serbi", mentre nella NDH soffrivano anche bambini croati e bosniaci musulmani. Secondo il racconto di Budisavljević, Luburić minacciò di farla arrestare insieme ai suoi colleghi, avvertendo in modo inquietante che "nessuno saprebbe cosa vi è successo o dove si trovassero."

### Arresti domiciliari e fallimento del complotto Lorković-Vokić

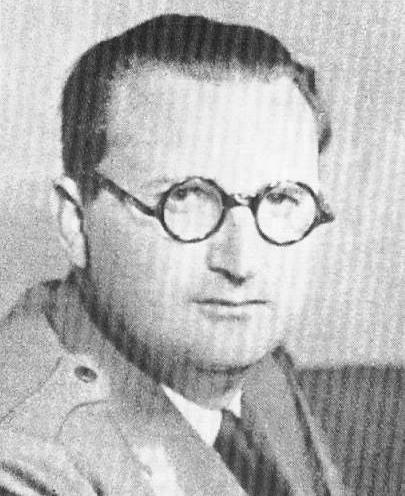
Mladen Lorković, Ministro dell'Interno

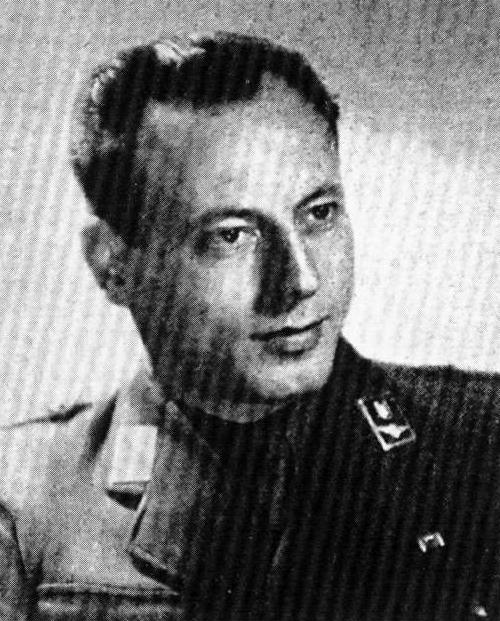
Ante Vokić, Ministro della Difesa

Nell'agosto 1942, Luburić fu promosso al grado di Bojnik (maggiore). Il generale Glaise-Horstenau si lamentò con Pavelić del fatto che Luburić stesse interferendo con le operazioni tedesche. I tedeschi diffidavano di Luburić, in uno dei memorandum interni lo descrivevano come "una personalità patologica e nevrotica". Pavelić, cercando di placare i tedeschi, riassegnò Luburić a Travnik e lo nominò comandante del 9° reggimento di fanteria della Guardia nazionale croata (in croato: Deveta pješačka pukovnija), il cui scopo sarebbe stato quello di proteggere il confine della NDH con il Montenegro occupato dall'Italia nell'Erzegovina orientale, regione con una forte presenza cetnica.
Mentre il 9° reggimento di fanteria si preparava a partire per l'Erzegovina, Luburić sparò e uccise una delle guardie poste sotto il suo comando. L'omicidio scatenò il clamore tra le guardie. Luburić fu immediatamente rimosso dal comando e sostituito con il colonnello Franjo Šimić. Alla fine di novembre, su richiesta dei tedeschi, Luburić fu posto agli arresti domiciliari, trascorsi in un appartamento a Zagabria insieme alla madre e alle sorelle. Stanko Šarc fu nominato supervisore delle operazioni a Jasenovac in assenza di Luburić, mentre il suo vice, Ivica Matković, fu sostituito da Ivica Brkljačić. Le condizioni dell'arresto di Luburić furono molto clementi e gli fu permesso di lasciare il suo appartamento per delle passeggiate. Nonostante fosse stato ufficialmente sostituito, Luburić esercitava di fatto il controllo sulle operazioni a Jasenovac. Ad esempio, alla fine del 1942, organizzò la liberazione di Miroslav Filipović, imprigionato per aver commesso una serie di atrocità contro la popolazione serba della Bosnia settentrionale. Filipović fu successivamente nominato comandante di Stara Gradiška. Per un periodo di due mesi, Maček e sua moglie vissero accanto a Luburić e alla sua famiglia. Secondo Maček, la madre di Luburić riferì alla moglie di Maček di essersi pentita di aver dato alla luce Luburić se suo figlio fosse stato responsabile delle atrocità di cui era stato accusato.
Alla fine del 1942, i crescenti disordini nella NDH cominciavano a nuocere agli interessi tedeschi nell'Europa sudorientale. I tedeschi iniziarono a esercitare pressioni su Pavelić affinché ristabilisse la stabilità nel paese. A tal fine, lo incoraggiarono a fermare le atrocità contro i serbi. In risposta, gli ustascia istituirono la cosiddetta Chiesa ortodossa croata, il cui scopo fu quello di assimilare la popolazione serba, designandola come "croati della fede ortodossa". Pavelić individuò in Slavko e Dido Kvaternik i capri espiatori di tutti i problemi della NDH. Incolpò il primo per l'incapacità della Guardia Nazionale e della milizia ustascia di portare i partigiani e i cetnici, mentre il secondo per i massacri dei serbi, anche se le atrocità fossero state commesse con l'assenso di Pavelić. Nell'ottobre 1942, il duo padre-figlio fu esiliato in Slovacchia. Il 21 gennaio 1943, l'UNS fu sciolta e fusa nella Direzione principale per la sicurezza e l'ordine pubblico (in croato: Glavno ravnateljstvo za javni red i sigurnost, GRAVUR), istituita un mese prima per sostituire il RAVSIGUR. La GRAVSIGUR assunse quindi la responsabilità dell'amministrazione dei campi di concentramento della NDH.
Ancora ufficialmente agli arresti domiciliari, Luburić si trasferì nel villaggio di Šumec, vicino a Lepoglava, alla metà del 1943. In questo periodo, iniziò anche a pianificare le operazioni di guerriglia contro i partigiani con l'ufficiale della Gestapo Kurt Koppel nel caso di una sconfitta tedesca. Il numero dei partigiani nella NDH continuò a crescere, passando da 7 000 nel 1941 a 25 000 nel 1942 e a 100 000 della fine del 1943. L'8 settembre 1943 gli italiani capitolarono. Innumerevoli unità italiane si arresero ai partigiani, che li disarmarono e acquisirono così una notevole quantità di armi moderne. Luburić rimase in disparte per gran parte del 1944, ma la sua sorte cambiò dopo che il complotto Lorković-Vokić venne alla luce nell'agosto 1944. Il 30 agosto, Luburić supervisionò personalmente l'arresto dei ministri del governo Mladen Lorković e Ante Vokić. Lorković, Ministro dell'Interno, e Vokić, Ministro della Difesa, furono accusati di cospirazione con lo scopo di rovesciare Pavelić e istituire un governo filo-alleato. Dopo il loro arresto, Luburić fu incaricato di interrogare Lorković e Vokić, così come gli altri sospetti cospiratori. In ottobre, Luburić fu promosso al grado di Pukovnik (colonnello). Nel dicembre 1944, la Guardia Nazionale croata e la milizia ustascia furono unificate per creare le Forze armate croate. Il 7 dicembre, Luburić costrinse più di trenta membri collaborazionisti del Corpo Volontario Serbo a scendere da un treno che passava attraverso la stazione ferroviaria principale di Zagabria e ordinò la loro fucilazione. Destinati in Slovenia, avevano ricevuto l'approvazione di Pavelić per attraversare Zagabria senza essere molestati, ma Luburić non mostrò alcun rispetto per la sua decisione.

### Terrore a Sarajevo

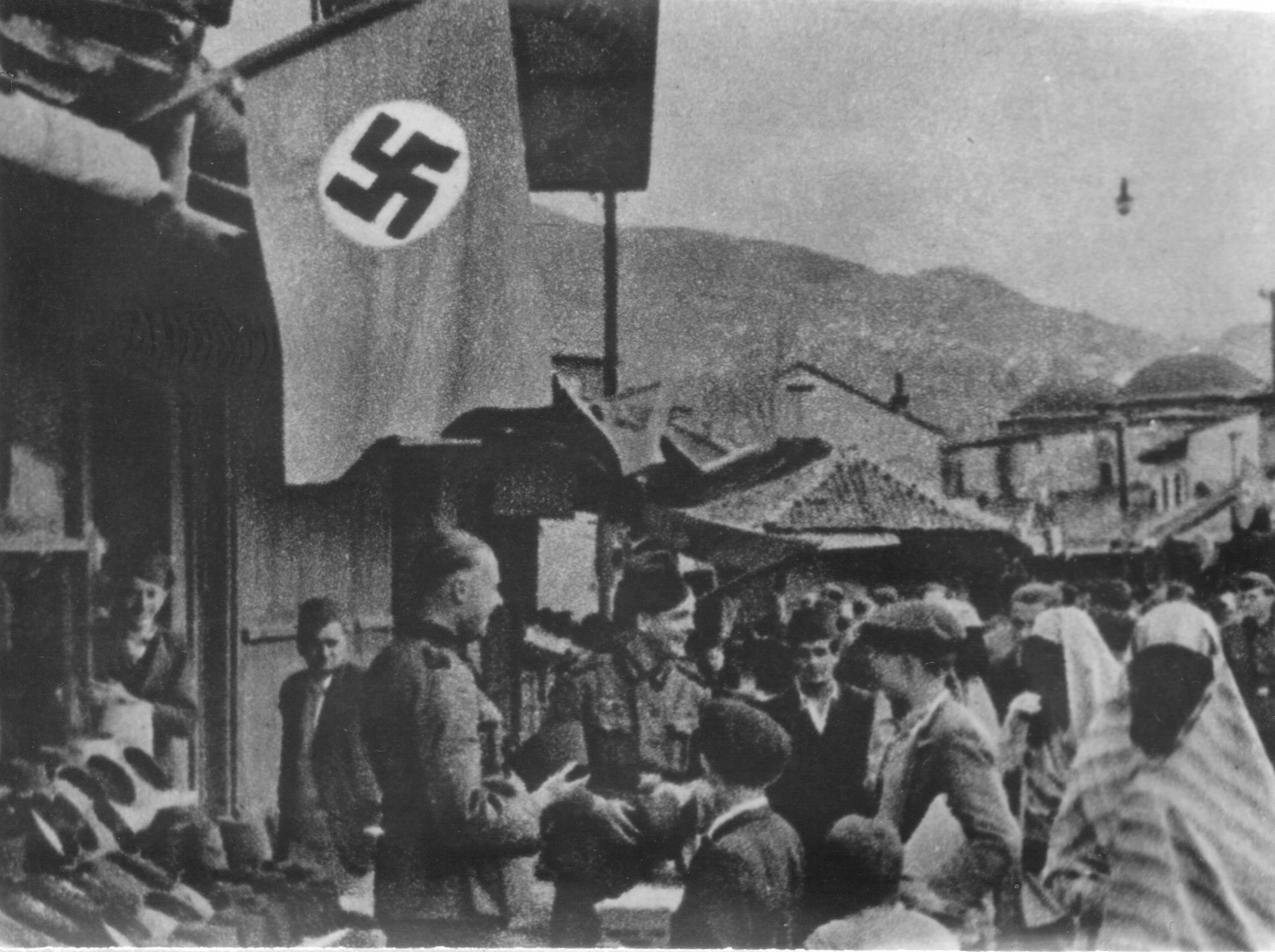
Sarajevo occupata dai tedeschi

All'inizio del 1945, Pavelić inviò Luburić a Sarajevo con l'obiettivo di minare la resistenza comunista. Luburić arrivò in città il 15 febbraio. Cinque giorni dopo, Hitler dichiarò Sarajevo una Festung (letteralmente "fortezza"), insistendo che fosse difesa a tutti i costi. Hitler nominò il generale Heinz Kathner per organizzare le difese della città in previsione di un attacco partigiano. Il 24 febbraio, Kathner organizzò un banchetto in onore di Luburić. Durante il banchetto, Luburić annunciò la sua intenzione di annientare la resistenza comunista a Sarajevo. Luburić nominò subito un gruppo speciale composto da nove ufficiali ustascia con l'incarico di eseguire le esecuzioni di comunisti noti e anche solo sospetti. La sua sede fu stabilita all'interno di una villa nel centro di Sarajevo, che divenne nota tra i residenti della città come la "casa del terrore".
Il 1° marzo, i partigiani lanciarono l'Operazione Sarajevo, con l'obiettivo di sottrarre la città al controllo dei tedeschi e degli ustascia. All'inizio di marzo, Sarajevo era circondata e isolata dal resto della NDH. Luburić istituì un tribunale illegale noto come Tribunale penale di guerra del comandante Luburić, incaricato di giudicare i casi di presunto tradimento. Il tribunale si occupò anche di accuse meno gravi, come la speculazione sui prezzi. Il primo gruppo di prigionieri processato fu composto da 17 rifugiati musulmani provenienti da Mostar. Nel corso del mese, furono giustiziati decine di sospetti comunisti. Gli arresti e le successive esecuzioni furono di natura arbitraria e contribuirono a esacerbare il terrore provato dai cittadini di Sarajevo. Secondo le testimonianze dei sopravvissuti, il metodo di tortura più comunemente usato dagli agenti di Luburić consisteva nel legare le mani dei prigionieri dietro la schiena, portandole tra le gambe e mettendo una sbarra tra le loro ginocchia, quindi appesi a testa in giù e picchiati. Queste sessioni di tortura, che gli ustascia eufemisticamente chiamavano interrogatori, erano solitamente seguite dall'esecuzione o dalla deportazione del prigioniero in un campo di concentramento. Luburić si divertiva ad invitare i familiari delle sue vittime alla villa e quindi descriveva in dettaglio come i loro cari erano stati torturati e uccisi. Mentre gli omicidi continuavano, alcuni abitanti di Sarajevo cercarono rifugio nei bunker antiaerei per timore della loro vita, anche se la città non fosse stata bombardata da diverse settimane.

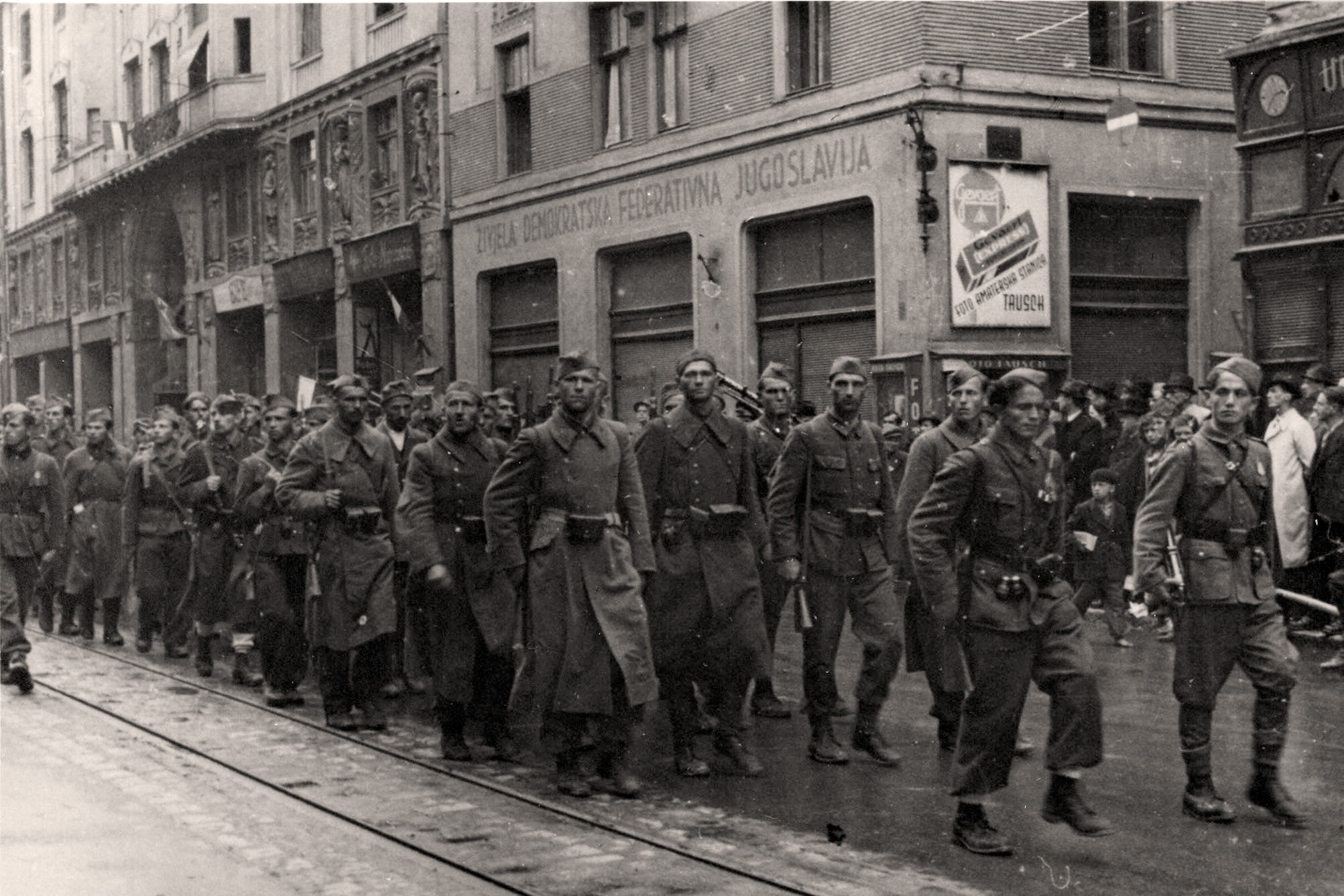
I partigiani entrano a Sarajevo

Il 16 marzo, Luburić convocò oltre 1 000 ustascia, sia politici che militari, e in presenza di alti funzionari tedeschi, rilasciò una dichiarazione che denunciava il bolscevismo, la conferenza di Yalta e il nuovo governo comunista di Belgrado. Il 21 marzo, gli ustascia scoprirono un complotto per assassinare Luburić. Il suo assassino doveva essere un giovane comunista di nome Halid Nazečić, tradito da uno dei suoi complici. Quattro ustascia furono successivamente uccisi durante gli attacchi partigiani all'interno della città. Nella notte tra il 27 e il 28 marzo, gli ustascia impiccarono cinquantacinque sarajevesi nel quartiere di Marindvor a Sarajevo. Intorno al collo gli furono appesi dei cartelli recanti la frase "Viva il Poglavnik!". I loro corpi furono lasciati appesi come monito per gli altri. Coloro che tentarono di recuperare i corpi furono uccisi. Il 4 aprile, Luburić e il suo entourage lasciarono Sarajevo. Circa 350 poliziotti ustascia e 400 soldati ustascia rimasero a difendere la città. Il regno del terrore di Luburić a Sarajevo causò 323 vittime, secondo una commissione per i crimini di guerra del dopoguerra, e diverse centinaia di persone furono deportate nei campi di concentramento. I partigiani entrarono a Sarajevo il 6 aprile e proclamarono la sua liberazione. La conquista della città coincise con il quarto anniversario dell'invasione dell'Asse in Jugoslavia. L'esumazione dei corpi dal cortile della villa di Luburić, in gran parte bambini, fu documentata da una troupe cinematografica sovietica. Un altro testimone delle conseguenze dei crimini di Luburić fu il giornalista americano Landrum Bolling, che ricordò di aver visto una stanza piena di corpi "accatastati come legna da ardere l'uno sull'altro". Molti dei cadaveri mostravano segni di tortura e mutilazione, e tra questi c'era quello di Halid Nazečić, la cui testa era stata mutilata, gli occhi strappati e i genitali bruciati con acqua bollente.

### Dissoluzione della NDH
Al momento di lasciare Sarajevo, Luburić prese un aereo diretto a Zagabria. Durante l'atterraggio presso l'aeroporto di Borongaj, l'aereo di Luburić precipitò sulla pista danneggiata dal bombardamento. Luburić rimase ferito alla testa e fu ricoverato. Pavelić visitò Luburić durante la sua convalescenza e lo trovò sfinito e disilluso, accusando i tedeschi di aver tradito la Croazia. Poco dopo, Luburić fu promosso al grado di generale. All'inizio di aprile, ordinò che i prigionieri rimasti a Jasenovac fossero uccisi. Ordinò anche che i documenti relativi alle operazioni del campo fossero distrutti e che i cadaveri dalle fosse comuni circostanti fossero riesumati e cremati. Diversi individui in possesso di informazioni compromettenti relative alle attività belliche di Luburić, come l'agente della Gestapo Koppel, furono uccisi su sua richiesta. Alla fine di aprile, Luburić approvò l'esecuzione di Lorković e Vokić, nonché degli altri coinvolti nel complotto Lorković-Vokić.
Con l'avanzare dei partigiani, Luburić suggerì agli ustascia di preparare la loro ultima resistenza a Zagabria, ma Pavelić rifiutò. Gli ustascia erano divisi sul da farsi. Alcuni proposero di ritirarsi verso l'Austria il più rapidamente possibile. Altri, tra cui Luburić, sostennero la creazione di nuove formazioni irregolari nelle campagne che avrebbero condotto degli attacchi di guerriglia dopo la fine della NDH. Il 24 aprile, quarantatré rom e sinti furono uccisi a Hrastina dai seguaci di Luburić. All'inizio di maggio, Luburić incontrò l'arcivescovo di Zagabria, Aloysius Stepinac, che lo implorò di non opporre resistenza armata ai partigiani. Il 5 maggio, il governo della NDH lasciò Zagabria, seguito da Pavelić. Dal 15 maggio, la NDH cessò completamente di esistere. Decine di migliaia di ustascia si arresero all'esercito britannico ma furono riconsegnati ai partigiani. Un numero incalcolabile di persone fu ucciso nelle successive rappresaglie partigiane, insieme a diverse migliaia di collaborazionisti serbi e sloveni.
Alcuni ustascia, noti come Crociati (in croato: Križari), rimasti in Jugoslavia, furono protagonisti di attacchi di guerriglia contro i comunisti. Tra questi c'era un piccolo gruppo di combattenti guidati da Luburić, che rimase nelle foreste della Slovenia meridionale e della Slavonia settentrionale, impegnato in schermaglie contro il nuovo esercito popolare iugoslavo (in serbo-croato: Jugoslovenska narodna armija, JNA). Luburić evitò la cattura e la probabile esecuzione mettendo i suoi documenti di identificazione accanto al cadavere di un soldato. Attraverso Matković e Moškov, Luburić inviò una lettera a Pavelić, fuggito in Austria, nella quale segnalava la sua intenzione di continuare a combattere. Esistono tre diversi versioni delle attività di Luburić nella Jugoslavia del dopoguerra. Secondo una versione, Luburić si diresse a sud verso la catena montuosa di Bilogora, dove incontrò un gruppo di oltre cinquanta crociati sotto la guida di Branko Bačić. Si diressero verso ovest, stabilendo una base a Fruška Gora. Nel novembre del 1945, Luburić e una dozzina di crociati attraversarono il confine ungherese-iugoslavo e fuggirono dalla Jugoslavia. Una seconda versione sostiene che Luburić fu ferito in uno scontro a fuoco con la JNA, e trasportato attraverso il fiume Drava in Ungheria dal generale Rafael Boban, che successivamente tornò in Jugoslavia e non se ne ebbero più notizie. La terza versione, sostenuta dallo stesso Luburić, lo vede impegnato in combattimento con i crociati fino alla fine del 1947, quando fu gravemente ferito e costretto a lasciare il paese.
La sorellastra di Luburić, Nada, e suo marito Dinko Šakić fuggirono in Argentina. Alcuni dei parenti rimasti di Luburić non furono così fortunati. Miloš fu catturato dalle autorità iugoslave nel luglio 1947, insieme a molti altri crociati, dopo essere rientrato clandestinamente nel paese nell'ambito degli sforzi di insurrezione dei crociati. Fu successivamente processato per le atrocità che avrebbe commesso durante la guerra. Durante il processo, confessò in dettaglio il suo ruolo nelle uccisioni avvenute a Jasenovac. Fu condannato per tutti i capi d'accusa e quindi giustiziato nel 1948.

## Anni successivi

### Esilio
Nel 1949, Luburić si trasferì in Spagna, considerata una destinazione privilegiata per molti ustascia in esilio, in virtù del suo status di unico paese al di fuori delle potenze dell'Asse ad aver riconosciuto la NDH. Luburić entrò in Spagna con lo pseudonimo di Maximilian Soldo. All'arrivo, Luburić fu imprigionato dalle autorità spagnole e rilasciato poco dopo. Grazie al sostegno di Agustín Muñoz Grandes, già comandante della Divisione Blu, riuscì a stabilirsi nel paese ottenendo la residenza a Benigànim.
Pavelić, nel frattempo, si stabilì a Buenos Aires con la sua famiglia, avviando un'attività di costruzioni. Assunse la leadership non ufficiale della comunità croata emigrata in Sud America. L'esilio di Pavelić in Argentina lo rese progressivamente meno influente agli occhi di un numero crescente di emigrati croati altrove, in particolare in Europa. Di fronte a una aperta ribellione, nel luglio 1950, Pavelić inviò Luburić a Roma come avvertimento per chiunque volesse sfidare la sua autorità all'interno delle comunità di emigrati croati dell'Europa occidentale. Dato il suo pregresso, Luburić giunse «con una reputazione temibile», scrive lo storico Guy Walters. In agosto, Pavelić pubblicò una dichiarazione su un giornale della diaspora croata con sede a Chicago, avvertendo i croati di non arruolarsi nelle forze armate straniere. Bnechè non esistano prove che Luburić abbia ucciso alcun oppositore politico di Pavelić nel dopoguerra, la semplice evocazione del suo nome determinò una drastica riduzione della fazione anti-Pavelić tra gli emigrati. Quando lo scontento contro Pavelić si calmò, Luburić tornò in Spagna. Nel 1951, si recò ad Amburgo dove istituì un centro di reclutamento a sostegno della fazione pro-Pavelić. Nello stesso anno, fondò il giornale Drina. Nel novembre 1953, Luburić sposò la cittadina spagnola Isabela Hernaiz. Dal matrimonio nacquero quattro figli, due maschi e due femmine.

### Rottura con Pavelić

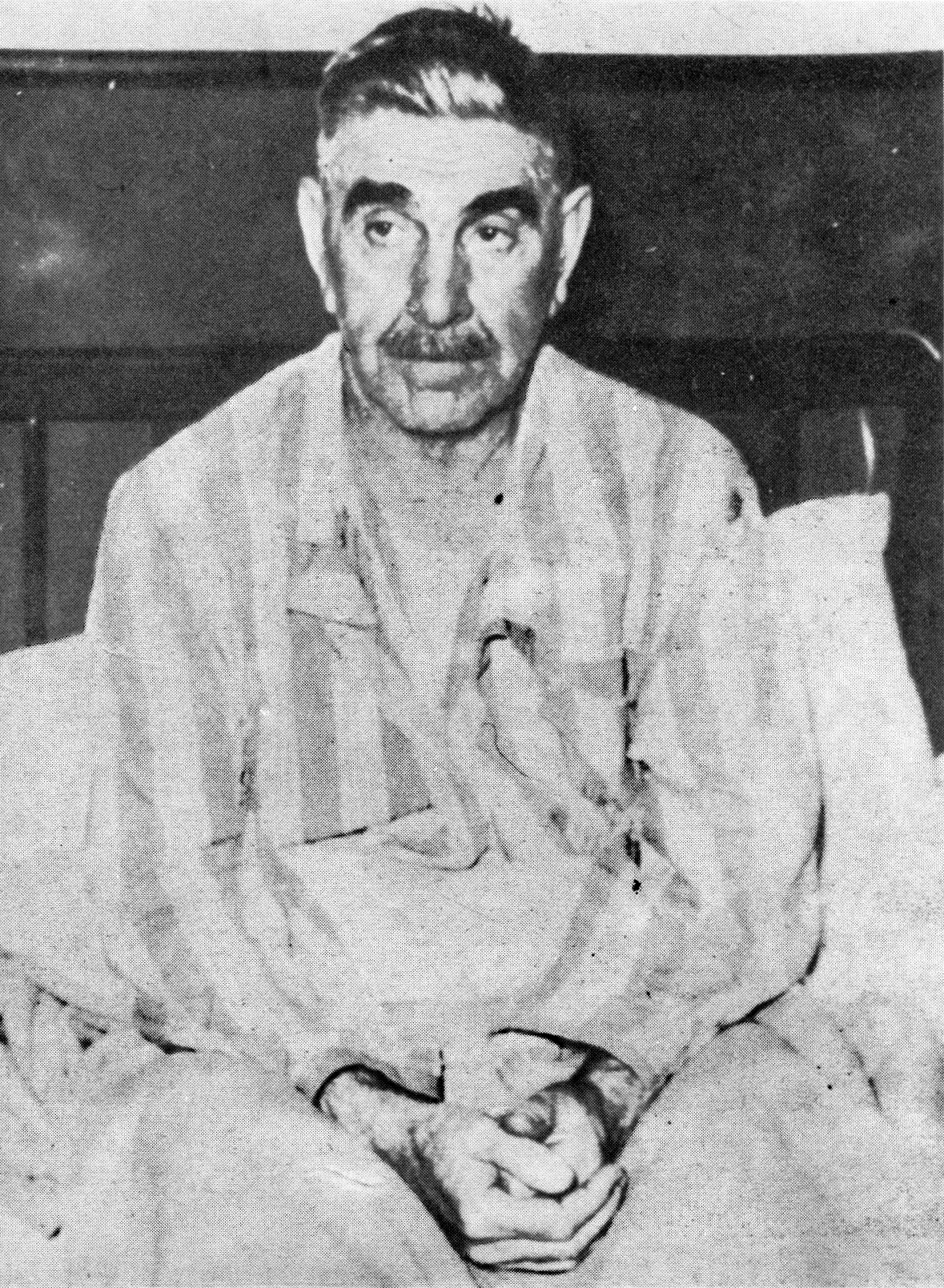
Pavelić mentre si riprende dalle ferite in un ospedale di Buenos Aires. Dopo la morte di Pavelić nel 1959, Luburić tentò senza successo di prendere il controllo del Movimento di Liberazione Croato fondato da Pavelić.

Nel 1955, Pavelić avviò delle trattative con gli emigrati cetnici sulla futura spartizione della Bosnia ed Erzegovina tra la Grande Croazia e la Grande Serbia in caso di crollo della Jugoslavia. Luburić era infuriato.
Nei suoi scritti, Luburić sosteneva che la Croazia, come la NDH, doveva estendersi fino al fiume Drina, incluse alcune aree della Serbia, come il Sandžak, che non avevano mai fatto parte dello stato fantoccio durante la guerra. Luburić denunciò con veemenza Pavelić e i suoi seguaci. Poco tempo dopo, fondò la Società degli amici della Drina (in croato: Društvo Prijatelja Drine) e la Resistenza nazionale croata (in croato: Hrvatski narodni odpor, HNO). Nel giugno 1956, Pavelić istituì un'organizzazione rivale, il Movimento di liberazione croato (in croato: Hrvatski oslobodilački pokret, HOP).
Nel 1957, la moglie di Luburić ricevette una lettera anonima che descriveva le atrocità commesse dal marito durante la guerra, ponendo particolare enfasi sul suo ruolo nell'uccisione dei bambini. Poco dopo presentò istanza di divorzio. Durante il procedimento di divorzio, a Luburić fu concessa la custodia congiunta dei figli, nonché la proprietà della loro casa. Lo stesso anno si trasferì nella città di Carcaixent, vicino a Valencia, dove aprì un allevamento di pollame. La fattoria fallì rapidamente e Luburić si riciclò come venditore ambulante. Dopo il suo trasferimento a Carcaixent, fondò la Drina Press, una casa editrice amatoriale con sede nella sua abitazione. I vicini di Luburić, che lo conoscevano con il nome di Vicente Pérez García, ignoravano il suo passato. Scrisse articoli usando gli pseudonimi "generale Drinjanin" e "Bojnik Dizdar" (colonnello Dizdar). Nei suoi scritti, Luburić ammise di aver commesso alcuni errori durante la guerra, ma non espresse nessun rimorso per le atrocità che gli erano state attribuite. Sostenne l'idea di una "riconciliazione nazionale" tra i croati pro-Ustascia e pro-comunisti. Luburić affermò anche di aver preso contatto con i servizi segreti dell'Unione Sovietica. Sostenne che la Croazia avrebbe dovuto costituirsi come stato neutrale in caso di dissoluzione della Jugoslavia, posizione che fu accolta in modo particolarmente negativo in alcuni circoli emigrati croati ferocemente anticomunisti.
Il 10 aprile 1957, mentre tornava da una commemorazione per l'anniversario della fondazione della NDH a Buenos Aires, Pavelić fu gravemente ferito in un attentato da parte dell'Amministrazione della Sicurezza dello Stato (in serbo-croato: Uprava državne bezbednosti, UDBA), il servizio segreto jugoslavo. Morì a Madrid nel dicembre 1959 per le complicazioni legate alle sue ferite. A causa del risentimento reciproco tra i due uomini, a Luburić fu impedito di partecipare al suo funerale. Dopo la morte di Pavelić, Luburić tentò senza successo di prendere il controllo della HOP, citando il suo ruolo di ultimo comandante delle forze armate croate. In seguito al rifiuto dei dirigenti della HOP, Luburić intraprese un percorso politico sempre più militarista, istituendo dei campi di addestramento neo-Ustascia in diversi paesi europei e pubblicando articoli relativi a tattiche militari e tecniche di guerriglia. Nel 1963, fondò il giornale Obrana ("Difesa").

## Morte
La mattina del 21 aprile 1969, il figlio adolescente di Luburić trovò il cadavere sanguinante del padre in casa. Luburić era stato ucciso il giorno prima. Le macchie di sangue sul pavimento indicavano che il corpo era stato trascinato per i piedi dalla cucina e grossolanamente lasciato sotto il letto. Era stato colpito più volte alla testa con un oggetto contundente. L'autopsia stabilì che i colpi alla testa non erano stati mortali; Luburić era soffocato nel suo stesso sangue. Luburić fu sepolto a Carcaixent. Al funerale parteciparono centinaia di nazionalisti croati in uniforme ustascia, intonando slogan del movimento e ostentando saluti fascisti. La morte di Luburić segnò la fine dei giornali Drina e Obrana.
L'omicidio di Luburić si verificò in un momento in cui l'UDBA stava conducendo gli omicidi di importanti figure nazionaliste croate in tutta Europa e il sospetto inevitabilmente cadde su di loro. Nel 1967, Luburić aveva assunto come collaboratore della sua casa editrice il suo figlioccio, Ilija Stanić. Il padre di Stanić, Vinko, aveva militato al fianco di Luburić durante la guerra, fu catturato dalle autorità jugoslave mentre combatteva con i crociati e morì in prigione. Stanić, che viveva e lavorava nella casa di Luburić, tornò in Jugoslavia subito dopo la morte di Luburić. I documenti declassificati dell'intelligence jugoslava rivelano che Stanić era un agente dell'UDBA, con nome in codice Mongoose. Secondo il verbale del suo interrogatorio del maggio 1969, Stanić riferì ai suoi superiori che prima aveva versato del veleno nel caffè di Luburić, fornito da un altro agente dell'UDBA. Constatata l'inefficacia del veleno, Stanić fu preso dal panico e cercò un martello. Quando tornò in cucina, Luburić si lamentò di non sentirsi bene. Mentre Luburić andava a vomitare nel lavandino, Stanić lo colpì ripetutamente alla testa. Luburić cadde a terra esanime. Stanić si allontanò dalla cucina per assicurarsi che la porta d'ingresso fosse chiusa. Al suo ritorno, vide Luburić dolorante, in piedi, davanti al lavandino. Stanić lo colpì di nuovo alla testa, fratturandogli il cranio. Avvolse il corpo di Luburić nelle coperte e lo trascinò nella camera da letto vicina. Stanić dichiarò che inizialmente voleva nascondere il corpo nella tipografia, ma che Luburić era troppo pesante. Entrando nella camera da letto, Stanić nascose il corpo sotto il letto e lasciò l'abitazione indisturbato.
In un'intervista rilasciata nel luglio 2009 al settimanale croato Globus, Stanić cambiò la sua versione dei fatti, sostenendo che Luburić era stato ucciso da due membri della HOP. Offeso da un commento sprezzante che Luburić avrebbe fatto sul padre di Stanić e delle sue attività di guerriglia del dopoguerra, Stanić affermò di aver cercato i due uomini, i quali lo avevano rassicurato di voler semplicemente infliggere delle percosse. Il giorno in cui Luburić fu ucciso, Stanić sostenne di aver consentito l'ingresso dei due uomini all'interno della casa di Luburić, e che i due avessero proceduto a uccidere Luburić con un singolo colpo alla testa inferto con una barra di metallo. Nel 2012, Stanić cambiò la sua versione ancora una volta, questa volta accusando altri due individui per aver ucciso Luburić.

## Memoria

### Influenza sul nazionalismo croato
Dopo la morte di Luburić, la leadership della HNO passò a diversi suoi stretti collaboratori, frammentandosi in leadership rivali in Nord America, Australia, Svezia e Argentina. La guida della fazione argentina della HNO fu delegata al cognato di Luburić, Dinko Šakić. Nell'aprile 1971, due affiliati della HNO fecero irruzione nell'ambasciata jugoslava a Stoccolma e assassinarono l'ambasciatore della Jugoslavia in Svezia, Vladimir Rolović. I due uomini furono arrestati e liberati l'anno successivo in seguito al dirottamento di un volo nazionale svedese da parte di un gruppo di nazionalisti croati che ne chiedevano la liberazione. Uno degli assassini di Rolović, Miro Barešić, si fece battezzare in prigione e adottò il nome cristiano di Vjekoslav in onore di Luburić. La HNO vantò diverse migliaia di membri al suo apice, tra i quali Zvonko Bušić, Gojko Šušak e Mladen Naletilić. Bušić fu responsabile del dirottamento del volo TWA 355 nel settembre 1976. Šušak divenne Ministro della Difesa croato nel 1991. Naletilić fu condannato dal Tribunale penale internazionale per l'ex Jugoslavia (ICTY) per i crimini di guerra contro i civili bosniaci durante la guerra in Bosnia a 20 anni di carcere.
Durante la guerra d'indipendenza croata, nel corpo degli ufficiali dell'esercito croato si riscontrava un'aperta ammirazione per Luburić. Ante Luburić, che servì come ufficiale superiore durante la battaglia di Vukovar, fu soprannominato Maks dai suoi commilitoni per la sua ferocia sul campo di battaglia. Il giornalista Robert Fox osservò che Luburić «sembrava soddisfatto del suo soprannome». All'inizio del 1992, il generale Mirko Norac espresse la sua ammirazione per Luburić dopo essere stato sollevato dai suoi incarichi per ordine del presidente croato Franjo Tuđman. «Che vadano a farsi fottere tutti i generali croati con Tuđman al vertice», commentò Norac. «L'unico generale per me è... Maks Luburić.» Luburić è citato nei versi iniziali della canzone nazionalista croata "Jasenovac i Gradiška Stara".
Darko Hudelist, giornalista e biografo di Tuđman, considera Luburić una delle tre figure politiche croate più importanti del dopoguerra, insieme a Tito e Tuđman. Hudelist sostiene che Tuđman fu influenzato dagli scritti di Luburić, che auspicavano l'unificazione delle fazioni nate dalla diaspora croata. Questo obiettivo divenne una priorità politica fondamentale dell'Unione Democratica Croata (HDZ) di Tuđman durante la sua presidenza. Lo storico Ivo Goldstein concorda con l'ipotesi di Hudelist e ipotizza che Luburić sia stato a sua volta influenzato dagli appelli di Francisco Franco alla riconciliazione tra repubblicani e nazionalisti all'indomani della guerra civile spagnola. L'ipotesi di Hudelist è stata contestata dal giornalista Ivan Bekavac, che accusa Hudelist di aver tentato di presentare Tuđman sotto una luce filofascista.
Nel 2017, nel quartiere Dobrinja di Sarajevo comparvero dei volantini contenenti stralci di un discorso pronunciato da Luburić. Nel luglio 2018, il Partito Socialista Operaio Spagnolo al governo in Spagna propose una legge contro la memoria delle figure fasciste. Si ipotizzò, in caso di approvazione della legge, le autorità spagnole avrebbero potuto espropriare le tombe di Pavelić e Luburić, con il pretesto che fossero diventate luoghi di pellegrinaggio per i neofascisti, e trasferirle in luoghi meno visibili o in Bosnia. Il 29 settembre 2018, lo storico Vlado Vladić tenne un evento a Spalato per promuovere il suo libro Hrvatski vitez Vjekoslav Maks Luburić (Il cavaliere croato Vjekoslav "Maks" Luburić). L'evento fu condannato dalla sinistra croata, che accusò Vladić di glorificare Luburić e la Chiesa cattolica di favorire il revisionismo storico. Tra i partecipanti figurava anche Dario Kordić, vicepresidente della Repubblica Croata dell'Erzeg-Bosnia durante la guerra in Bosnia. Kordić fu in seguito riconosciuto colpevole di crimini di guerra e crimini contro l'umanità dal Tribunale penale internazionale per il suo ruolo nella pulizia etnica della Valle di Lašva e condannato a 25 anni di carcere.

### Valutazione

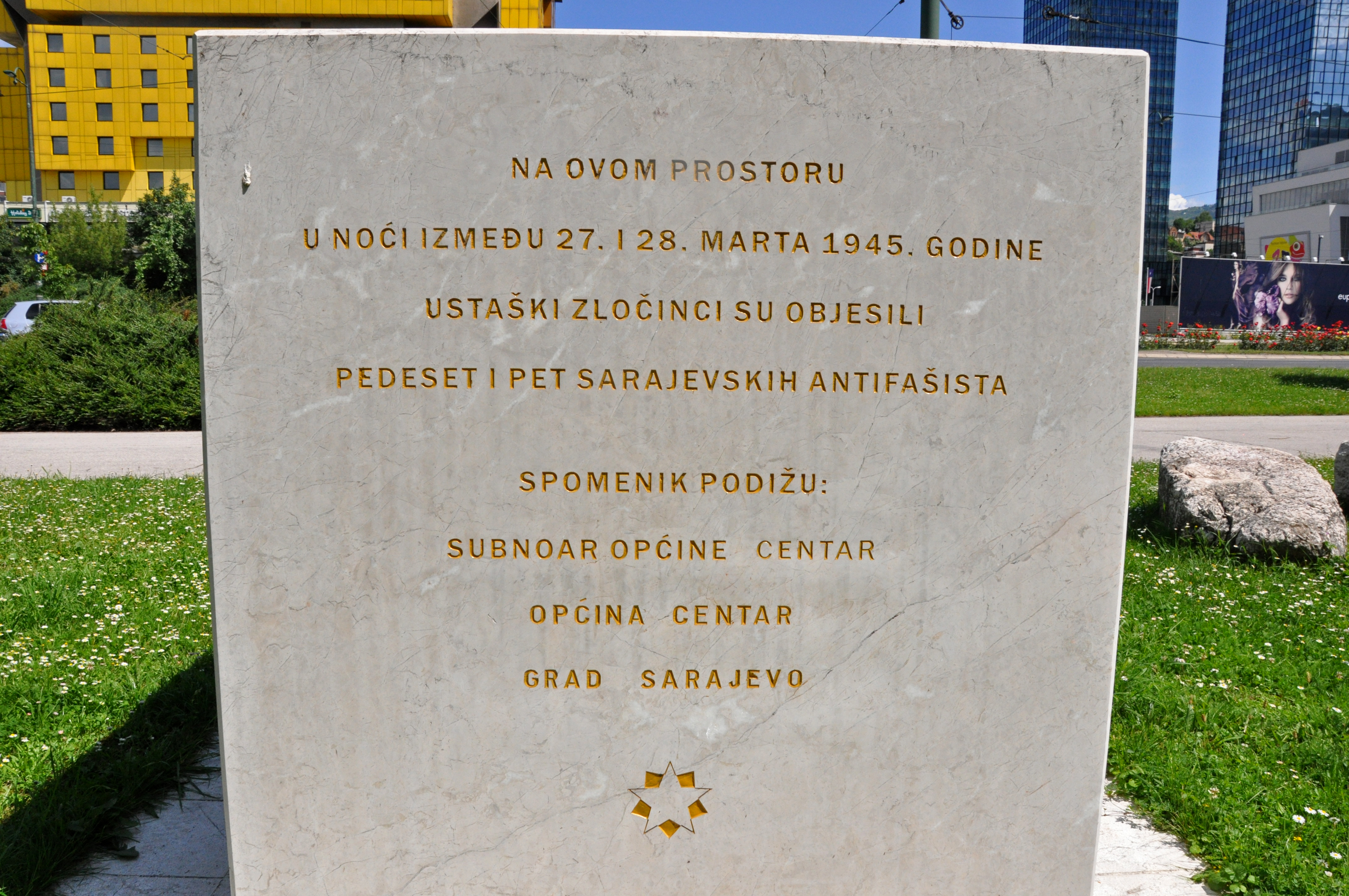
Monumento commemorativo dei 55 sarajevesi impiccati per ordine di Luburić nella notte tra il 27 e il 28 marzo 1945.

Secondo le stime di fonti tedesche, il numero di serbi uccisi dagli ustascia è di circa 350 000 persone. Secondo lo United States Holocaust Memorial Museum, gli ustascia uccisero tra i 320 000 e i 340 000 serbi. La maggior parte degli storici moderni concorda sul fatto che gli ustascia uccisero più di 300 000 serbi, ovvero circa il 17% della popolazione serba presente nella NDH. Durante il processo di Norimberga, queste uccisioni furono qualificate come genocidio. Gli ustascia furono anche responsabili della morte di 26 000 ebrei e 20 000 rom. La storica Emily Greble stima che circa 200 000 morti in guerra possano essere attribuite a Luburić. Durante la guerra, Luburić si vantò che gli ustascia avessero ucciso a Jasenovac più serbi «di quanti ne avesse uccisi l'Impero Ottomano durante l'occupazione dell'Europa» e confidò a Hermann Neubacher, plenipotenziario del Ministero degli Affari Esteri del Reich per l'Europa sudorientale, di ritenere che circa 225 000 serbi fossero stati uccisi nel campo di Jasenovac. Un elenco incompleto delle vittime compilato dal Jasenovac Memorial Site contiene i nomi di 83 145 persone, tra cui 47 627 serbi, 16 173 rom e 13 116 ebrei. La maggior parte degli storici concorda sul fatto che a Jasenovac furono uccise circa 100 000 persone.
Nel 1998, Šakić fu arrestato in Argentina. L'anno successivo venne estradato in Croazia per rispondere delle accuse di crimini di guerra e crimini contro l'umanità. Šakić fu riconosciuto colpevole per tutti i capi d'accusa e condannato a 20 anni di reclusione. Morì nel luglio 2008. La sorellastra di Luburić, Nada, fu arrestata nello stesso periodo del marito ma rilasciata per mancanza di prove. Morì nel febbraio 2011. Nel luglio 2011, il governo serbo emise un mandato di arresto nei suoi confronti, apparentemente ignaro del fatto che fosse morta all'inizio dell'anno. Quando le autorità serbe seppero della sua morte, il mandato fu revocato. Šakić descrisse suo cognato come un "umanitario" e "un protettore degli ebrei". Diversi contemporanei di Luburić, così come numerosi studiosi, hanno offerto una valutazione nettamente diversa. Arthur Häffner, ufficiale dell'Abwehr, denunciò Luburić come uno dei "segugi più feroci di Pavelić" Nella letteratura accademica, Luburić è spesso descritto come un sadico Lo studioso dell'Olocausto Uki Goñi lo caratterizza come "un pazzo assetato di sangue" "Di tutti gli sgherri del Poglavnik", scrive Walters, "Luburić era il peggiore"." Jozo Tomasevich, storico specializzato sulle vicende dei Balcani, ha descritto Luburić come uno dei membri "più brutali e sanguinari" del movimento ustascia. Cathie Carmichael si riferisce a Luburić come "uno dei più noti criminali di guerra della seconda guerra mondiale". Gli storici Ladislaus Hory e Martin Broszat descrivono Luburić come "uno dei leader ustascia più temuti e più odiati".